# Kyselina 4-fluorbenzoová
Kyselina 4-fluorbenzoová, také nazývaná kyselina p-fluorbenzoová (systematický název kyselina 4-fluorbenzen-1-karboxylová je organická sloučenina patřící mezi aromatické halogenkyseliny, jedná se o fluorovaný derivát kyseliny benzoové. Používá se jako meziprodukt v organické syntéze.

## Příprava
Kyselinu 4-fluorbenzoovou je možné zakoupit. V laboratoři ji lze připravit Balzovou–Schiemannovou reakcí kyseliny 4-aminobenzoové (ve formě ethylesteru jako chránicí skupiny) kdy je diazotována a následně fluorována pomocí tetrafluorboritanu.
Kyselina 4-fluorbenzoová vzniká biologicky aerobně z kyseliny 4-fluorskořicové.